# Seha
Seha o el país del riu Seha era un regne de l'Anatòlia oriental, tributari primer d'Arzawa i després dels hitites. Era a la vall del riu Seha, riu no identificat, probablement a la zona de la costa enfront de Lesbos. S'ha pensat que podria ser el riu Meandre, o l'Hermos, o potser el Caicos.

## Història
El regne es va fundar al segle XIV aC a partir de les subdivisions del territori que va fer el rei hitita Subiluliuma I quan va conquerir Arzawa cap a l'any 1340 aC. El país del riu Seha va existir almenys fins a finals del segle xiii, i potser fins i tot unes dècades després, però no va poder sobreviure, com tots els principats de la zona, a la invasió pertorbadora dels anomenats Pobles del Mar, que va acabar amb la majoria de les civilitzacions del Pròxim Orient cap al 1180 aC. Va ser un dels cinc regnes en què es va dividir Arzawa, juntament amb Wilusa, Hapalla, Mira i els territoris al voltant de la ciutat d'Apasa, la capital d'Arzawa.
El primer rei que apareix, a la meitat del segle xiv aC, portava el nom de Muwa-Walwis ("Lleó poderós") i governava fins a Artemis a Lesbos. Quan va morir va deixar el tron a Manapa-Tarhunta I, probablement fill seu però no el gran, el que va provocar la revolta del príncep hereu (el germà gran) Ura-Tarhunta, i el rei va haver d'escapar a Karkišša (potser Cària, si bé altres fonts donen Karkiya) on el governant local li va expropiar els seus béns. El nou rei però no va ser popular, i Ura-Tarhunta va ser enderrocat. Els hitites van restaurar Manapa-Tarhunta, que al cap d'un temps, juntament amb altres regnes de la contrada, es va rebel·lar contra el rei hitita Mursilis II. Durant aquest període havia assolit el poder a les restes d'Arzawa, el rei Uhha-Ziti instal·lat per Subiluliuma I, però independitzat al final del seu regnat. Aquest rei i els seus dos fills van caure derrotats per Mursilis II, que en acabar la campanya va avançar llavors pel riu Seha on el rei Manapa-Tarhunta va rebre al sobirà solemnement. Mursilis, després d'haver-lo vençut, el va "perdonar" i el va confirmar en el tron. Però Muwatal·lis II, el successor de Mursilis, va veure la ineptitud de Manapa-Tarhunta i li va prendre el títol de rei que va donar a Mashturi fill seu, cap a l'any 1280 aC, per veure si era més capaç de governar que el seu pare. Els petits reis de Mira, Hapalla i el riu Seha van signar un tractat reconeixent l'Imperi Hitita com a sobirà, al mateix temps que es reconeixia la seva llibertat.
Un rei que les tauletes esmenten con E.gal.pap (els dos punts són per dues lletres que manquen) es va revoltar a l'oest d'Hatti durant deu anys, però finalment va ser derrotat. La revolta va tenir incidència a Seha, on sembla que Mashturi va romandre fidel al rei hitita Hattusilis III.
Muwatallis II, successor de Mursilis II, no confiava prou en la gent d'Arzawa, segons Alaksandu (potser Alexandre), rei de Wilusa. El rei hitita va estar a Seha per fer campanya contra Piyama-radu, un guerrer possiblement de l'illa de Lazba o Lesbos, d'on era el seu avi, que dirigia un contingent d'arzawans desarrelats, i tenia el suport d'Ahhiyawa, Millawanda (es va casar amb la filla del rei Atpa de Millawanda) i Wilusa. Lesbos era una dependència del rei de Seha, i Piyama-radu la va atacar. El seu avi havia minat la lleialtat dels illencs i el Saripu (¿delegat?) de Seha a Lazba, i el Saripu del gran rei hitita a l'illa foren incitats per l'avi a revoltar-se i al final ho van fer i es van passar a Piyama-radu. Muwatallis va enviar un exèrcit a Seha des on va atacar Wilusa. Manapa-Tarhunta II de Seha no va participar al·legant estar molt malalt (segon una carta havia quedat impossibilitat i probablement va morir poc després); poc després, vers el final del regnat de Muwatallis II, apareix ja Masturi com a rei de Seha; Masturi era probablement un fill de Manapa-Tarhunta II i es va casar amb Maššanauzzi, germana de Muwatallis II. El final de la història de Piyama-radu no es coneix, però en tot cas Piyama-radu, amb el suport d'Ahhiyawa i de Millawanda va continuar l'enfrontament amb els hitites durant bastant de temps.
Urhi-Teshub va arribar al tron hitita sota el nom de Mursilis III, i immediatament va deposar alguns dels governadors dels antics estats de la regió d'Arzawa i va establir el govern directe i va anar a la zona per consolidar el seu poder. El rei de Seha no fou destituït o si ho fou va ser restablert després per Hattusilis III del que va ser un suport en la guerra civil.
A la mort del rei Masturi de Seha, el país es va fer independent sota un home d'origen desconegut anomenat Tarhuna-radu, que es va aliar amb el rei d'Ahhiyawa. Tudhalias IV rei hitita, va fer personalment la campanya contra Seha. Ahhiyawa va intervenir però va patir una completa derrota. Tarhuna-radu va fugir a un illot anomenat Puig de l'Àguila, lloc que també va ocupar Tudhalias IV, i el va fer presoner junt amb les seves dones i altres familiars i el va portar a Arinna. Va col·locar en el tron a un membre de la dinastia de Muwa-Walwis i la situació va tornar a la normalitat.

## Llista de reis
- Muwa-Walwis vers fins després del 1350 aC
- Manapa-Tarhunta I vers 1330 aC
- Ura-Tarhunta
- Manapa-Tarhunta I vers 1320 aC (segona vegada)
- Manapa-Tarhunta II vers 1315-1275 aC
- Miriya vers 1275-1240 aC
- Tarhuna-radu vers 1240-1235 aC (usurpador)
- Rei de nom desconegut de la dinastia de Muwa-Walwis 1235-?